# Rhopalomeces leprieuri
Rhopalomeces leprieuri là một loài bọ cánh cứng trong họ Cerambycidae.